# Santiago (Isabela)
Santiago (ceb. Dakbayan sa Santiago, ilokański Ciudad ti Santiago, tagalski Lungsod ng Santiago) – miasto na Filipinach, w północno-wschodniej części wyspy Luzon, w prowincji Isabela w regionie Dolina Cagayan. Według spisu ludności z maja 2020 roku, zamieszkiwało je 148 580 mieszkańców.

## Współpraca
- Dagupan, Filipiny
- Makati, Filipiny
- Marikina, Filipiny
- Puerto Princesa, Filipiny
- Buffalo, Stany Zjednoczone
- Rustawi, Gruzja